# Sūsangerd
Sūsangerd (persiska: سوسنگرد) är en kommunhuvudort i Iran.   Den ligger i provinsen Khuzestan, i den västra delen av landet, 600 km sydväst om huvudstaden Teheran. Sūsangerd ligger 5 meter över havet och antalet invånare är 41 443.
Terrängen runt Sūsangerd är mycket platt. Runt Sūsangerd är det ganska glesbefolkat, med 38 invånare per kvadratkilometer. Sūsangerd är det största samhället i trakten. Omgivningarna runt Sūsangerd är i huvudsak ett öppet busklandskap.